# Викторија (држава)
Викторија (енгл. Victoria) је једна од шест аустралијских држава. Налази се у југоисточном делу и најмања је од свих осталих копнених држава али је веома урбанизована и најгушће насељена. Главни и највећи град Викторије је Мелбурн. Има преко 5 милиона становника а око 70% живи у главном граду.
Највиши врх је на планини Богонг и износи 1.986 m.

## Историја
Први људи су ову област насељавали пре приближно 40.000 година. Око 1830. године почињу да проистижу први Европљани, који су основали Мелбурн 1835.
Од 1851. Викторија је британска колонија. Исте године је пронађено злато поред Баларата. Ово је изазвало златну грозницу и велики број придошлиица - углавном Европљана и Кинеза.

## Демографија
Више од 70% становника живи у Мелбурну (3,7 милиона) који је други град по величини у Аустралији после Сиднеја. Други већи градови у Викторији су Џилонг (205.000), Баларат (90.200), Бендиго (82.000). Викторија има највећи степен урбанизације од свих аустралијских држава (90% становништва живи у градовима).
Нешто мање од 1% становника се изјашњава као Абориџани. Од имиграната процентуално највише долази из Велике Британије затим Италије, Вијетнама и Грчке.

### Вероисповест
На сваких 100 житеља, 60 су хришћани од којих највише католика и протестаната. У порасту је број Будиста. Има 93.000 Муслимана и 40.000 Јевреја. Око 17% су атеисти.

## Спорт
Најпопуларнији и најраспрострањенији спорт је аустралијски фудбал. Десет од укупно 16 клубова у аустралијској лиги су из Викторије. Последње суботе у септембру, финале се традиционално игра у Мелбурну на крикет стадиону.
У Викторији су одлични услови за сурфере па је и овај вид спорта широко распрострањен. На плажи Белс се сваке године одржава светско првенство.

## Универзитети
- Универзитет у Мелбурну
- Универзитет Монаш
- Универзитет Дикин
- Универзитет Викторија
- Универзитет РМИТ